# Koirasaari (ö i Norra Savolax, Kuopio, lat 63,10, long 27,62)
Koirasaari är en ö i Finland. Den ligger i sjön Kevätön och i kommunen Siilinjärvi i den ekonomiska regionen  Kuopio ekonomiska region  och landskapet Norra Savolax, i den centrala delen av landet, 400 km norr om huvudstaden Helsingfors. Öns area är 0,7 hektar och dess största längd är 180 meter i öst-västlig riktning.